# Alfonso Múnera Cavadía
Alfonso David Múnera Cavadía (Cartagena de Indias, Colombia, 30 de abril de 1954) es un historiador, investigador, profesor y ex embajador colombiano. En 2010 fue galardonado como uno de los 12 ciudadanos afrodescendientes destacados de Colombia. Ejerció como Secretario General de la Asociación de Estados del Caribe entre 2012 y 2016.

## Educación
Múnera es abogado de la facultad de Derecho y Ciencias Políticas de la Universidad de Cartagena (1981), Máster en Historia de la Universidad de Connecticut, Estados Unidos (1993) y  Doctor en Historia Latinoamericana y del Caribe de la misma universidad (1995).

## Trayectoria
- Presidente de la Comisión de Ciencias y Tecnología de la Costa Caribe colombiana (1996-1999)
- Vicerrector de Investigaciones de la Universidad de Cartagena (2007-2010)[5]
- Coordinador Académico y profesor del Doctorado de Historia de la Universidad de Sevilla, España (2006)
- Coordinador y profesor de la Maestría en Historia, Universidad Pedagógica y Tecnológica de Colombia- Universidad de Cartagena (2006)
- Coordinador y profesor de la Maestría en Estudios del Caribe, Universidad Nacional-Universidad de Cartagena (2005-2006)
- Director del Instituto Internacional de Estudios del Caribe, de la Universidad de Cartagena (2005)
- Profesor visitante de la Universidad de Wisconsin, Estados Unidos (2003-2004)
- Profesor visitante en la Universidad Pablo de Olavide, Sevilla, España (1999)
- Decano de la Facultad de Ciencias Humanas de la Universidad de Cartagena (1991-1998)
- Profesor de Historia de la Universidad de Cartagena (1981-1995)
- Profesor visitante en la Facultad de Geografía e Historia de la Universidad de Sevilla, España. (1993)
- Asistente de investigación de Historia Latinoamericana de la Universidad de Connecticut (1990-1991)
- Profesor de historia de la Universidad Jorge Tadeo Lozano (1978-1985)

## Libros publicados
- "Los Montes de María: Región, conflicto armado y desarrollo productivo" Publicado en 2011. (En coautoría con Amaranto Daniels Puello).
- “Tiempos difíciles. La república del XIX: una ciudadanía incompleta" Publicado en 2011.
- "Manuel Zapata Olivella, por los senderos de sus ancestros" Publicado en 2010.
- "Fronteras Imaginadas. La construcción de las razas y de la geografía en el siglo XIX colombiano" Publicado en 2005.
- "El fracaso de la nación. Región, clase y raza en el Caribe colombiano” (1717-1821) Publicado en 1998.
- "Rafael Nuñez: Ensayos de crítica social"  Publicado en 1995.
- “Ensayos costeños: De la Colonia a la República, 1770-1890”. Publicado en 1994.

Además de lo anterior Múnera también ha escrito varios capítulos de libros y artículos en revistas científicas relacionados con la historia del Caribe colombiano.

## Becas
- (2006) Beca de Latin American Studies Association (LASA) para ser conferencista en la reunión anual, en Puerto Rico;
- (2003-2004) Beca Tinker para ser profesor visitante en el programa doctoral de la Universidad de Wisconsin, USA; beca de Investigación de la Universidad Libre de Berlín, Alemania;
- (1993) Beca de investigación de la Fundación para la Ciencia y Tecnología del Banco de la República.[1]